# Morgårdshammar
Morgårdshammar är en bruks- och industriort i Norrbärke socken i  Smedjebackens kommun. Sedan 2012 utgör den en del av tätorten Smedjebacken.

## Historia
I Morgårdshammar har stångjärns- och spiksmide bedrivits sedan 1600-talet.
Ortsnamnet Morgårdshammar omnämns år 1550 i skrift. En äldre benämning var Morgården, vilket bildats genom ordet "mor" som är gammal benämning för skog eller skogsmark. "Mor" återfinns i både Hedemora och Mora ortsnamn.
Morgårdshammar var centralort i Norrbärke landskommun efter att Smedjebacken brutit sig ur landskommunen 1918 för att bilda Smedjebackens köping. 
Orten hade tidigare en hållplats utmed Bergslagspendeln, sista tåget stannade i Morgårdshammar 1960. Kort därefter revs järnvägsstationen. 

## Näringsliv
Industriföretaget Morgårdshammar AB ligger här och tillverkar utrustning för valsverk.
Företaget Outotec har även verksamhet här.

## Idrott
Här finns idrottsföreningen Morgårdshammars IF